# Kaspar David Fridrih
Kaspar David Fridrih (5. septembar 1774, Grajfsvald – 7. maj 1840, Drezden) bio je nemački slikar i grafičar. Najvažniji je predstavnik romantizma u Nemačkoj i često smatran za najvažnijeg nemačkog umjetnika svoje generacije.

## Životopis
Kaspar David Fridrih je rođen kao šesto od desetero djece u Grajfsvaldu, lučkom gradiću u Švedskoj Pomeraniji koji su Prusi anektirali 1815. god. Detinjstvo mu je obeleženo tragedijom: majka mu je umrla kad mu je bilo sedam godina, mlađa mu je sestra umrla sa samo dvadeset meseci, a brat se utopio pokušavajući mu spase život u nesreći na klizanju. Studirao je kod J. G. Kvistropa na kopenhagenskoj Akademiji umetnosti, jednoj od najvažnijih u Evropi, a potom se preselio u Drezden (1798). Zajedno s Filipom Otom Rundgeom, Kaspar Fridrih je važan i za književni krug oko Hajnriha fon Klajsta, Novalisa i drugih nemačkih romantičarskih književnika. Njegovim slikama su se divili prijatelj Gete, a otkupljivao ih je pruski kralj Fridrih Vilhelm , na nagovor petnaestogodišnjeg princa, koji je kasnije postao Fridrih Vilhelm , a kupovali su ih i car Nikola i veliki knez Aleksandar.
Uprkos toga Fridrih je umro u siromaštvu, i to „napola lud”. Sahranjen je na groblju Svetog trojstva u Drezdenu.
Nisam toliko slab da podlegnem zahtevima svog vremena koje je u suprotnosti s mojim uverenjima. Ja stvorim čauru oko sebe i puštam da drugi urade to isto. Ostaviću vremenu da pokaže šta će od toga biti: sjajni leptir ili crv.— 
Proslavljen je tek u kasnom 19. veku, a do 1920-ih njegove slike su otkrili ekspresionisti, a 1930-ih i nadrealisti i egzistencijalisti. Usponom nacizma ranih 1930-ih isticana je njegova vrednost, a padom nacizma palo je i zanimanje za njegove slike jer su doživljavane kao nacionalističke. Tek je 1970-ih K. D. Fridrih ponovno priznat kao ikona nemačkog romantičarskog pokreta i slikar međunarodnog značaja.

## Dela
Prva dela K. D. Fridrih je radio u sepiji i crtežu, a u ulju ostvaruje impozantni Tretschen-Altar (Krst u planini). Najveći domet postiže u krajolicima, magličastim marinama, prizorima brodova, stena, ledenih santi, gotskih ruševina, i to stvaranjem određene atmosfere, služeći se simboličnim elementima (Brodolom Nade; Krajolik s dugom; Grejsvaldska luka). Naročitu pažnju je poklanjao nijansama boja. U Fridrihovim slikama čovek je često smešten u omalovažavajućem položaju naspram dominantnog krajolika (Lutalica iznad mora magle) koji, po rečima istoričara Kristofera Džona Marija, „upravlja gledaočevim pogledom prema metafičkim dimenzijama”.
Njegov savremenik, francuski kipar David d'Anže (1788–1856) ga je opisao kao čoveka koji je pronašao „tragediju krajolika”.
Ono što slikari krajolika vide u stotinu stupnjeva okolne prirode pokušavaju bez milosti utisnuti u vidik od 45 stupnjeva. Nadalje, ono što je u prirodi razdvojeno velikim prostorima, ugužvano je u prostor koji se preliva i preopterećuje oko, stvarajući neugodan i neukusan uticaj na gledaoca.— Mitchell, Timothy (1984). „Caspar David Friedrich's der Watzmann: German Romantic Landscape Painting and Historical Geology”. The Art Bulletin. 66 (3): 452—464. JSTOR 3050447. doi:10.2307/3050447.
- Krajolik s dugom, 1810, 59 × 84.5 cm, nepoznata lokacija.
- Opatija među drvećem, 1810, 110.4 × 171 cm, Sve-državna galerija, Berlin.
- Bele stene iznad Rigena, 1818, 90.5 × 71 cm, muzej Oskar Reinhart am Stadtgarten, Vintertur, Švajcarska.
- Mesečina iznad mora, 1822, 55 × 71 cm, Svedržavna galerija, Berlin.
- Detalj Brodoloma Nade
- Hrast u snegu, 1829, 71 × 48 cm, Svedržavna galerija, Berlin.
- Veliki kružni kanal kod Drezdena, 1832, 73,5 × 102,5 cm, Nova galerija majstora, Drezden
- Meditacija na mesečini, 1835, 34 × 44 cm, Svedržavna galerija, Berlin.
- , 1835, 73,5 × 102,5 cm, Svedržavna galerija, Berlin.
- Veče, 1821, 22,3 × 31 cm, Donjosaski zemaljski muzej Hanover.

## Literatura
- Boele, Vincent; Asvarishch, Boris (2008),  Boele, Vincent; Foppema, Femke, ур., Caspar David Friedrich and the German Romantic Landscape, Amsterdam: Hermitage Amsterdam, ISBN 978-90-400-8568-0
- Boime, Albert (1990), Art in an Age of Bonapartism, 1800–1815: A Social History of Modern Art, 2, Chicago: University of Chicago Press, ISBN 978-0-226-06335-5
- Busch, Werner (2003), Caspar David Friedrich: Ästhetik und Religion, Munich: C.H. Beck, ISBN 978-3-406-50308-5
- Dahlenburg, Birgit; Carsten, Spitzer (2005), „Major Depression and Stroke in Caspar David Friedrich”,  Ур.: Bogousslavsky, Julien; Boller, François, Neurological Disorders in Famous Artists, Frontiers of Neurology and Neuroscience, 19, Basel: S. Karger AG (Switzerland), стр. 112—120, ISBN 978-3-8055-7914-8, doi:10.1159/000085609
- Grave, Johannes (2012), Caspar David Friedrich, London: Prestel, ISBN 978-3791346281
- Griffiths, Antony; Carey, Francis (1994), German Printmaking in the Age of Goethe, London: British Museum Press, ISBN 978-0-7141-1659-4
- Guillaud, Maurice; Guillaud, Jacqueline, ур. (1985), Caspar David Friedrich, line and transparency – Exhibition catalogue, Centre Culturel du Marais, Paris, New York: Rizzoli International Publications, ISBN 978-0-8478-5408-0
- Friedrich, Caspar David (1984),  Hinz, Sigrid, ур., Caspar David Friedrich in Briefen und Bekenntnissen, Berlin: Henschelverlag, ISBN 978-3-8077-0019-9
- Hofmann, Werner (2000), Caspar David Friedrich, London: Thames & Hudson, ISBN 978-0-500-09295-8
- Johnston, Catherine; Leppien, Helmut R.; Monrad, Kasper (1999), Baltic Light: Early Open-Air Painting in Denmark and North Germany, New Haven: Yale University Press, ISBN 978-0-300-08166-4
- Koerner, Joseph Leo (1990), Caspar David Friedrich and the Subject of Landscape, New Haven: Yale University Press, ISBN 978-1-86189-439-7
- Rewald, Sabine (2001), Caspar David Friedrich: Moonwatchers, New York: The Metropolitan Museum of Art, ISBN 9780300092981
- Rosenblum, Robert; Asvarishch, Boris I. (1990),  Rewald, Sabine, ур., The Romantic Vision of Caspar David Friedrich: Paintings and Drawings from the U.S.S.R, New York: Metropolitan Museum of Art, ISBN 978-0-87099-603-0 (essays)
- Rosenblum, Robert (1975), Modern Painting and the Northern Romantic Tradition: Friedrich to Rothko, New York: Harper & Row, ISBN 978-0-06-430057-5
- Siegel, Linda (1978), Caspar David Friedrich and the Age of German Romanticism, Boston: Branden Publishing Co, ISBN 978-0-8283-1659-0
- Vaughan, William (1972), Caspar David Friedrich, 1774–1840: Romantic Landscape Painting in Dresden – Catalogue of an Exhibition Held at the Tate Gallery, London, 6 September – 16 October 1972, London: Tate Gallery, ISBN 978-0-900874-36-9
- Vaughan, William (1980), German Romantic Painting, New Haven: Yale University Press, ISBN 978-0-300-02387-9
- Vaughan, William (2004), Friedrich, Oxford Oxfordshire: Phaidon Press, ISBN 978-0-7148-4060-4
- Werner, Christoph (2006), Um ewig einst zu leben. Caspar David Friedrich und Joseph Mallord William Turner (на језику: German), Weimar: Bertuch Verlag, ISBN 978-3-937601-34-2
- Wolf, Norbert (2003), Caspar David Friedrich, Köln: Taschen, ISBN 978-3-8228-2293-7
- Academic American Encyclopedia. 3. Los Angeles: Grolier. 2008. ISBN 978-0717-22024-3.
- Beenken, Hermann (1938). „Caspar David Friedrich”. The Burlington Magazine for Connoisseurs. 72 (421). JSTOR 867281.
- Börsch-Supan, Helmut (1972). „Caspar David Friedrich's Landscapes with Self-Portraits”. The Burlington Magazine. 114 (834). JSTOR 877126.
- Börsch-Supan, Helmut (1974). Caspar David Friedrich. Twohig, Sarah (tr.). New York: George Braziller. ISBN 978-0-8076-0747-3.
- Causey, Andrew (1980). Paul Nash. Oxford: Clarendon Press. ISBN 978-0-1981-7348-9.
- Clark, Kenneth (2007). Landscape into Art. London: Gibb Press. ISBN 978-1-4067-2824-8.
- Elger, Dietmar (2009). Gerhard Richter: A Life in Painting. Chicago: University of Press. ISBN 978-0-2262-0323-2.
- Forster-Hahn, Françoise (март 1976). „Recent Scholarship on Caspar David Friedrich”. The Art Bulletin. 58 (1). JSTOR 3049469.
- Grewe, Cordula (мај 2006). „Heaven on Earth: Cordula Grewe on Caspar David Friedrich”. Artforum International. 44 (9).
- Miller, Philip B. (1974). „Anxiety and Abstraction: Kleist and Brentano on Caspar David Friedrich”. Art Journal. 33 (3). JSTOR 775782.
- Mitchell, Timothy (септембар 1984). „Caspar David Friedrich's Der Watzmann: German Romantic Landscape Painting and Historical Geology”. The Art Bulletin. 66 (3). JSTOR 3050447.
- Murray, Christopher John (2004). Encyclopedia of the Romantic Era, 1760–1850. London: Taylor & Francis. ISBN 1-57958-422-5.
- Prettejohn, Elizabeth (2005). Beauty & Art, 1750–2000. Oxford: Oxford University Press. ISBN 978-0-1928-0160-9.
- Schmied, Wieland (1995). Caspar David Friedrich. New York: H.N. Abrams. ISBN 978-0-8109-3327-9.
- Schmitz, Matthias (1940). Caspar David Friedrich: His Life and Work. German Library of Information.
- Schütz, Sabine (1991). „Color-Space Bodies: The Art of Gotthard Graubner”. Arts Magazine. 65.
- Siegel, Linda (1974). „Synaesthesia and the Paintings of Caspar David Friedrich”. The Art Journal. 33 (3): 196—204. JSTOR 775782. doi:10.1080/00043249.1974.10793214.